# Anthrax bimaculus
Anthrax bimaculus är en tvåvingeart som beskrevs av Walker 1849. Anthrax bimaculus ingår i släktet Anthrax och familjen svävflugor. Inga underarter finns listade i Catalogue of Life.